# From Dusk Till Dawn
「From Dusk Till Dawn」（フロム・ダスク・ティル・ドーン）は、abingdon boys schoolの8枚目のシングル。2009年12月16日発売。発売元はエピックレコードジャパン。

## 解説
- MBS・TBS・CBC系アニメ『DARKER THAN BLACK -流星の双子-』エンディング曲。
- a.b.s.初のカップリング曲無しのシングル。また2010年1月27日発売2枚目のアルバム『ABINGDON ROAD』や、『DARKER THAN BLACK -流星の双子-』のサウンドトラックにはアルバムバージョンやTVサイズでそれぞれ収録されており、シングルバージョンは今作のみとなっている。
- ミュージック・ビデオは2009年11月に行われたヨーロッパツアーのドキュメント映像を主に使用している。
- 初回盤は以下の3大特典付。

1. a.b.s.スペシャルフォトカード（メンバーソロ4種、シークレット1種のいずれかがランダムで1枚封入）
2. アニメ「DARKER THAN BLACK -流星の双子-」描き下ろしワイドキャップステッカー
3. 『ABINGDON ROAD』（初回限定盤、初回通常盤）とのダブル購入者特典応募券封入。

## 収録曲
1. From Dusk Till Dawn
作詞：西川貴教
作曲：柴崎浩
編曲：abingdon boys school
ストリングスアレンジ：弦一徹

## 収録アルバム
- DARKER THAN BLACK-流星の双子-オリジナル・サウンドトラック（アニメEDIT）
- ABINGDON ROAD（-INCH UP-）

## 参加ミュージシャン
- Ikuo - ベース
- 真矢 - ドラム
- 弦一徹 - ストリングス